# Красная Дубрава (Калужская область)
Красная Дубрава — деревня в Козельском районе Калужской области. Входит в состав сельского поселения «Деревня Подборки».
Расположена примерно в 8 км к северо-востоку от села Подборки.

## Население
На 2010 год население составляло 1 человек.